# Hermann Urich Sass
Hermann Urich Sass (* 18. Juni 1887 in Hamburg; † 27. Januar 1933 ebenda) war ein deutscher Filmkaufmann und Kinobesitzer. Zusammen mit seinem Teilhaber Hugo Streit betrieb er ab 1925 in Hamburg den Henschel Film- & Theaterkonzern.

## Familie
Hermann Urich genannt Sass wurde in Hamburg geboren. Sein Vater David Urich stammte aus Lemberg, das 1880 zu Österreich-Ungarn gehörte. David Urich kam 1880 nach Hamburg und heiratete am 10. Februar 1887 Annita Italiener (* 17. Juli 1863 in Hamburg). Das Ehepaar Urich hatte vier Kinder. Hermann (* 1887), Henny (* 1889), Jacob (* 1892) und Leon (* 1895). David Urich wurde auf seinen Antrag am 12. September 1904 in Hamburg naturalisiert. Die Eltern von David Sass, Chana Urich und Moses Wolf Sass hatten in Galizien Galizien (Lemberg) geheiratet und sich vom Rabbiner trauen lassen. Solche Ehen wurden in Deutschland nicht anerkannt. Die Kinder aus diesen Ehen wurden hier, genau wie in diesem Fall mit dem Familiennamen der Mutter und dem mit "genannt" hinzugefügten Familiennamen des Vaters bezeichnet. Das wurde auch im Naturalisierungsantrag von David Urich genannt Sass problematisiert. David Urich genannt Sass war von Beruf Kaufmann und handelte mit Stoffen.
Sein ältester Sohn Hermann wurde nach Abschluss der Schule ebenfalls im Beruf des Kaufmannes ausgebildet. Nach Beendigung seiner Berufsausbildung wechselte er schon früh in die neue Branche der Lebenden Photographien. Die Firma Max Blancke Filmimport importierte seit 1908 die Films, viele aus Frankreich. Durch seine Tätigkeit des Filmimportes lernte er die Tochter des Kinobesitzers James Henschel kennen, der seit 1905 in Hamburg Altona zwei Kinos betrieb – das Helios-Theater und Belle Alliance Lebende Photographien. Am 3. Dezember 1911 heiratete Hermann Urich genannt Sass, die Kinobesitzertochter Hedwig Henschel (* 4. Juni 1888). Das Ehepaar Urich-Sass hatte drei Kinder: Hanns Jürgen Urich Sass (* 1918), Horst Urich Sass (* 1. Februar 1914) und Vera Caroline Urich-Sass (* 1912). Hermann Urich Sass war ein weitsichtiger Kaufmann. 1927 eröffnete er am 24. Februar 1927 mit Schauburg St. Pauli später auch Schauburg Millerntor genannt, sein erstes Großkino auf der Reeperbahn (Reeperbahn 1, Ecke Zirkusweg). Das Kino hatte 1650 Sitzplätze. Angeschlossen war das Bierhaus Nagler mit 500 Sitzplätzen. Bereits ein Jahr später, am 16. September 1928, wurde ein weiteres Großkino, die Schauburg Hammerbrook in der Süderstrasse eröffnet. Am 26. Dezember wurde in Hamm die Schauburg Hamm mit 1600 Sitzplätzen eröffnet. Im Januar 1929 kam Ich küsse ihre Hand, Madam, der erste deutsche Tonfilm, mit Marlene Dietrich und Harry Liedtke in die Schauburg St. Pauli. Am 20. Oktober 1929 besuchten Sergej Eisenstein und Grigorij Alexandrow und der Kameramann Eduard Tisse die Schauburg Millerntor. Sie zeigten Filmausschnitte aus den Filmen Kampf ums Leben und Panzerkreuzer Potemkin.
Bis 1932 blieb der Henschel Film- & Theaterkonzern mit insgesamt 12 Großkinos Hamburgs größter Filmkonzern. Erst mit dem Bau des Ufa Palastes im Deutschland Haus der Architekten Block und Hochfeld wurde die UFA eine Konkurrenz für den Henschelkonzern. Hermann Urich Sass war Jude, ebenso sein Teilhaber Hugo Streit. 1931 wurde in den Schauburgen der amerikanische Film All quiet on the western front (Im Westen nichts Neues) gezeigt. Die UFA hatte sich geweigert, diesen Film zu synchronisieren und in ihren Kinos zu zeigen. In Berlin mobilisierten die Nazis einen Tumult zur Premiere dieses Filmes, der Teil der Filmgeschichte geworden ist. Stinkbomben und weiße Mäuse wurden vom späteren Propaganda-Minister Joseph Goebbels zum Einsatz gebracht. Auch in den Hamburger Schauburgen wurden die Filmvorführungen gestört. Die Regierung verbot daraufhin öffentliche Vorführungen. Der Film wurde daher in den Schauburgen in nicht öffentlichen Vorführungen gezeigt. In der Schauburg Barmbeck, in der Schauburg Uhlenhorst und im Emelka Palast sind diese nichtöffentlichen Vorführungen ständig ausverkauft gewesen. Am 27. Mai 1932 war die Hamburger Premiere von Razzia in St. Pauli von Werner Hochbaum in der Schauburg St. Pauli. Hermann Urich Sass schien einer der wenigen Kinounternehmer zu sein, die eine Ahnung vom kommenden Dritten Reich hatten.
Seit 1931 verhandelte der Henschel Film- & Theaterkonzern mit der UFA in Berlin über einen Verkauf ihrer Schauburg Kinos. Der UFA-Konzern verzögerte immer wieder die Verhandlungen. Hermann Urich Sass zog die Konsequenzen und nahm sich am 27. Januar 1933 in Hamburg das Leben und wurde auf dem Jüdischen Friedhof Ohlsdorf beerdigt. Zwei Stunden nach seiner Beerdigung erfolgte in Berlin die Machtübergabe an Adolf Hitler. Der Sohn von Hermann Urich Sass flüchtete am 25. März 1936 nach Mexico. Die Gestapo war ihm auf den Fersen. Die Witwe von Hermann Urich Sass, Hedwig Urich Sass, flüchtete 1934 aus Deutschland und kehrt 1947 nach Hamburg zurück. Sie starb am 5. Oktober 1959 in Hamburg. Hugo Streit (* 1885), der Schwager und Teilhaber von Hermann Urich Sass, konnte aus Deutschland fliehen und starb am 26. Juli 1954 im brasilianischen Belo Horizonte. Die Mutter von Hermann Urich Sass, Annita Urich Sass, wurde am 15. Juli 1942 in das KZ Theresienstadt deportiert und am 18. Dezember 1942 dort ermordet.

## Leben
Die Ehefrau von Hermann Urich Sass, Hedwig Urich Sass geb. Henschel war eine Tochter des Hamburger Kinobesitzers James Henschel, der zusammen mit seiner Frau Frida Henschel seit 1905 in Hamburg und in Altona Kinos betrieb. In der Anfangszeit nannte man die Filme „Films“ und das Gewerbe „Lebende Photographien“. Ihr erstes Kino, das Helios-Theater, eröffnete das Ehepaar Henschel in Altona. Nach dem Ersten Weltkrieg gaben die Henschels das Gewerbe auf. Tochter Hedwig und ihre Schwester Sophie gründeten zusammen mit ihren Ehegatten Hermann Urich Sass und Hugo Streit eine neue Kinokette, die in Hamburg mehrere Kinos betrieb, so die großen Kinos an der Reeperbahn in St. Pauli, eines in Barmbek und ein großes Kino in Hammerbrook.
Grund und Anlass von Hermanns Suizid ergibt sich aus den Unterlagen, die im BDC Berlin Document Center archiviert sind. Die Verkaufsverhandlungen, die der Henschel Film- und Theaterkonzern mit der UFA seit 1931 führte, zogen sich sehr in die Länge. Die UFA spielte auf Zeit. Im Zuge der Arisierung im Dritten Reich wurden die Familien enteignet. Nutznießer des Henschel Film & Theaterkonzerns waren Gustav Schümann und Paul Romahn, beide Mitglieder der SA und der NSDAP, die sich nach der Enteignung „Nachfolger“ nannten.

## Die Kinos des Henschel Film- und Theaterkonzerns
- 1926: Übernahme der seit 1920 bestehenden Schauburg Hauptbahnhof[1]
- 24. Februar 1927: Eröffnung des Neubaus Schauburg am Millerntor (auch Schauburg St. Pauli), Reeperbahn 1/Ecke Zirkusweg (1650 Sitzplätze. Architekt: Carl Winand; zusammen mit dem Bierhaus Nagler mit 500 Sitzplätzen.)
- 16. September 1928: Eröffnung der Schauburg Hammerbrook, Süderstraße 73/77 (Umbau einer Markthalle von 1924)
- 1. Januar 1928: Wiedereröffnung der Schauburg Barmbek, Denhaide 91–95. 998 Sitzplätze
- 1928: Übernahme des Kinos am Steindamm 9. Wiedereröffnung als Schauburg St. Georg
- 30. August 1929: Eröffnung der Schauburg Nord, Fuhlsbüttelerstr. 165.
- 22. März 1929: Eröffnung der Schauburg, Hamburger Str. 7 (1130 Sitzplätze, Architekt Peter Georg Saxen)
- 26. Dezember 1929: Eröffnung der Schauburg Hamm, Hammer Landstr. 6/8 (1600 Sitzplätze)
- 30. August 1929: Übernahme des Alhambra-Theater im Winterhuder Weg 102 und Neueröffnung als Schauburg Uhlenhorst
- 1929: Übernahme des Apollo-Theaters, Süderstr. 56
- 1929: Übernahme des Helios-Theater[2] in Altona, Große Bergstr. 11–15, Neueröffnung als Schauburg Altona.
- 1930: Übernahme des Gloria Palastes in Harburg

Die Kinos wurden im Zweiten Weltkrieg bombardiert und nach dem Krieg nicht wieder aufgebaut.